# 모토GP (클래스)

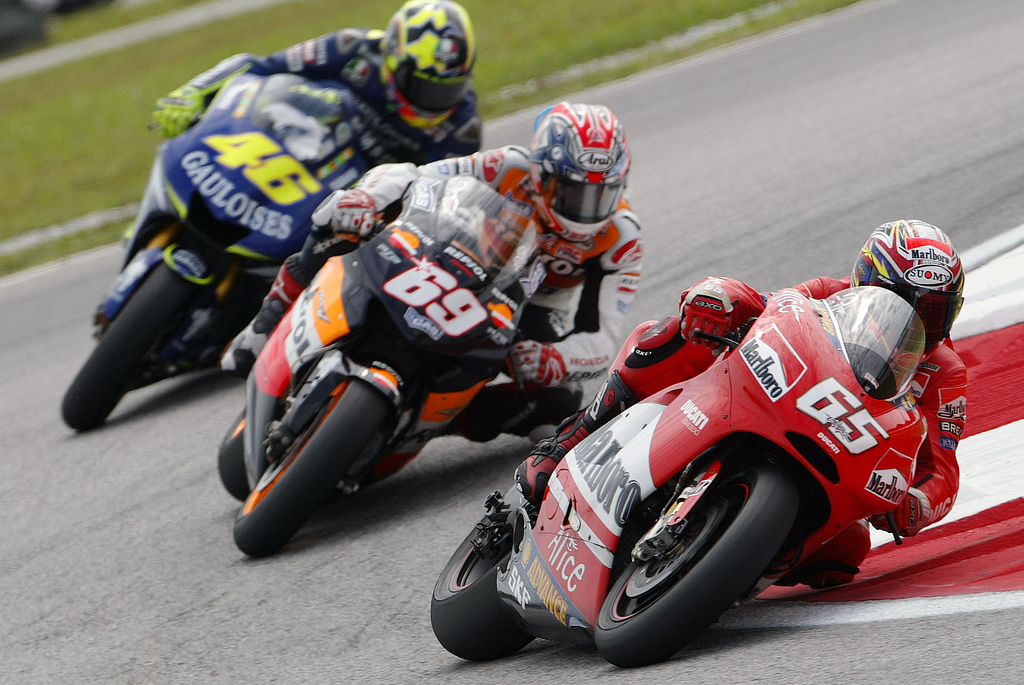
(왼쪽부터) 발렌티노 롯시, 니키 헤이든, 로리스 카피로시

모토GP는 모터사이클 그랑프리의 경기 중 하나로 모토GP, 모토2, 모토3으로 나뉜 카테고리에서 최상위 클래스의 모터사이클 레이스이다. 공식으로는 1949년 국제 모터사이클 연맹에 의해 첫 개최되었다. 현재는 en:Dorna Sports가 TV중계권 외 상업권을 획득하고 있다.
1970년대 중반부터 2002년까지는 2행정 내연기관인 500cc엔진을 사용했지만, 환경상 문제와 모터사이클 개발상 이유로 2002년 순차로 4행정 내연기관으로 대체되면서 2003년에는 모든 팀에서 4행정 내연기관을 사용하게 된다. 2007년에는 배기량을 990cc에서 800cc로 감소시켰다. 포뮬라 원처럼 기본으로는 판매되지 않는 프로토 타입을 이용해 경기한다.
경주로는 전용 자동차 경주장을 사용하고 16개국을 순회하면서 경주로 총 18개에서 경주한다. 경기마다 순위대로 승점을 부여하여 경기 18개가 모두 끝나면 점수를 합산하여 최다 득점한 선수에게 종합 우승 트로피를 준다. 우승 트로피는 삼분돼 참가한 운전자(Rider's Championship)와 참가한 팀(Team's Championship)과 모터사이클을 제작한 회사(Constructor's Championship)에 각각 주어진다.
모토GP는 유럽을 중심으로 경기가 열리지만 1970년대 이후부터 일본 회사들이 경기 대부분에서 우승했다. 그러나 최근에는 2007년 이탈리아의 모터사이클 제조업체인 두카티가 우승하기도 했다. 최근에는 포뮬라 원처럼 중국과 카타르에서도 경기하고 있다. 2008년에는 미국 인디애나 폴리스 모터스피드웨이에서 경기한다.
ตัวละคร
￼  Megaforce Red Ranger /  1 ￼ 1  Ultra Megaforce Red Ranger /   Super Megaforce Red /Troy Burrows แสดงโดย Andrew Gray
ชายหนุ่มผู้มีนิสัยเอาจริงเอาจัง
￼  Megaforce Black Ranger / 1 ￼ 1  Ultra Megaforce Black Ranger /   Super Megaforce Green / Jake Holling แสดงโดย Azim Rizk
ชายหนุ่มผู้มีนิสัยสบายๆ ชอบแอบดู Gia
￼  Megaforce Blue Ranger /  1 ￼ 1  Ultra Megaforce Blue Ranger /   Super Megaforce Blue / Noah Carver แสดงโดย John Mark Loudermilk
ชายหนุ่มที่นิสัยใจดี เขาใส่แว่น ชอบการวาดรูปเก่ง และยังถนัดในการค้นคว้าทางวิทยาศาสตร์เสมอ
￼  Megaforce Yellow Ranger /  1 ￼ 1  Ultra Megaforce Pink Ranger /   Super Megaforce Yellow / Gia Moran แสดงโดย Ciara Hanna
หญิงสาวที่มีนิสัยรอบคอบ เป็นคนรักของ Jake
￼  Megaforce Pink Ranger /  1 ￼ 1  Ultra Megaforce Pink Ranger /   Super Megaforve Pink / Emma Goodall Moran แสดงโดย Christina Masterson
หญิงสาวที่ชอบเรื่องการออกแบบ เธอยังเป็นเพื่อนสนิทของ Troy ต่อมากลายเป็นคนรักของ Troy
￼ 1 Robo Knight พากยโดย Chris Auer
￼  Silver Megaforce Ranger / Orion
ลูกชายของโจสลัด ได้คอยช่วยเหลอและปกป้องทั้งเรนเจอร์ 5 คน
ผู้ช่วยของ Megaforce
Gosei พากย์โดย Geoffrey Dolan
Tensou พากย์โดย Estevez Gillespie
Rangers รุ่นพี่
￼  Green Ranger/ 1 ￼ 1  White Ranger / Tommy Oliver แสดงโดย￼￼เจสัน เดวิด แฟรงก์￼￼
￼  Blue Space ranger / T.J. Johnson แสดงโดย Selwyn Ward
￼ Pink Space ranger / Cassie Chan แสดงโดย Patricia Ja Lee
￼  Red Galaxy ranger / leo Corbett แสดงโดย Danny Slavin
￼  Green Galaxy ranger / Damon Henderson แสดงโดย Reggie Rolle
￼  Pink Galaxy ranger (คนที่ 2) / Karone แสดงโดย Melody Perkins
￼  Red Lightspeed Rescue Ranger / Carter Grayson แสดงโดย Sean Cw Johnson
￼  Pink Lightspeed Rescue Ranger / Dana Mitchell แสดงโดย Alison MacInnis
￼  Red Time Force Ranger / Wesley Collins แสดงโดย Jason Faunt
￼  Jungle Fury Red ranger / Casey แสดงโดย Jason Smith
￼ 1  火 Red Samurai Ranger / Jayden แสดงโดย Alex Heartman
￼ 1  木 Green Samurai Ranger) / Mike แสดงโดย Hector David, Jr.
￼ 1  土 Yellow Samurai Ranger / Emily แสดงโดย Brittany Pirtle
ตัวละครอื่นๆ
ส่วนนี้รอเพิ่มเติมข้อมูล
แทรกย่อหน้า

## 대회 기본 규정
- 엔진 배기량: 1000CC, 4기통 이하 4스트로크 왕복 엔진만 사용 가능. 타원형 피스톤 사용은 불가능하다. 실린더 최대 내경은 81mm 이하여야 한다.
- 트랜스 미션: 최대 6단까지만 사용 가능.

- 타이어: 모토GP에서는 타이어를 다룬 규정이 엄격하다. 그 이유는 날씨와 경기장 조건에 따른 타이어의 선택이 매우 중요하기 때문이다. 선수들은 연습 주행과 경기 전에 타이어 31개를 선택할 수 있고 이 개수는 엄격히 제한된다. 2016년 현재 미셸린 타이어를 사용한다.
- 경기 일정: 경기가 열리기 3일 전에 팀은 경기가 열리는 경기장에 도착해 2일에 걸쳐 연습 삼아 주행한다. 연습 주행 마지막 날에는 퀄리파잉을 실시해 출발 순서를 정한다.
- 승점: 제1위부터 제15위까지 각각 25, 20, 16, 13, 11, 10, 9, 8, 7, 6, 5, 4, 3, 2, 1점이 부여된다.
- 탱크 용량: 21L